# Coșuleni, Noua Suliță
Coșuleni (în rusă Кошуляны, transliterat: Koșuleanî, în ucraineană Кошуляни, transliterat: Koșuleanî) este un sat în raionul Nistru din regiunea Cernăuți (Ucraina), depinzând administrativ de comuna Mămăliga. Are 1,141 locuitori, preponderent moldoveni (români).
Satul este situat la o altitudine de 115 metri, în partea de sud-est a raionului Noua Suliță, pe malul stâng al râului Prut și în apropiere de frontierele cu Republica Moldova și cu România.

## Istorie
Localitatea Coșuleni a făcut parte încă de la înființare din Ținutul Hotinului a regiunii istorice Basarabia a Principatului Moldovei. 
Prin Tratatul de pace de la București, semnat pe 16/28 mai 1812, între Imperiul Rus și Imperiul Otoman, la încheierea războiului ruso-turc din 1806 – 1812, Rusia a ocupat teritoriul de est al Moldovei dintre Prut și Nistru, pe care l-a alăturat Ținutului Hotin și Basarabiei/Bugeacului luate de la Turci, denumind ansamblul Basarabia (în 1813) și transformându-l într-o gubernie împărțită în zece ținuturi (Hotin, Soroca, Bălți, Orhei, Lăpușna, Tighina, Cahul, Bolgrad, Chilia și Cetatea Albă, capitala guberniei fiind stabilită la Chișinău). 
La începutul secolului al XIX-lea, conform recensământului efectuat de către autoritățile țariste în anul 1817, satul Coșuleni făcea parte din Ocolul Prutului de sus a Ținutului Hotin . 
După Unirea Basarabiei cu România la 27 martie 1918, satul Coșuleni a făcut parte din componența României, în Plasa Lipcani a județului Hotin. Pe atunci, majoritatea populației era formată din români. 
Ca urmare a Pactului Ribbentrop-Molotov (1939), Basarabia, Bucovina de Nord și Ținutul Herța au fost anexate de către URSS la 28 iunie 1940. După ce Basarabia a fost ocupată de sovietici, Stalin a dezmembrat-o în trei părți. Astfel, la 2 august 1940, a fost înființată RSS Moldovenească, iar părțile de sud (județele românești Cetatea Albă și Ismail) și de nord (județul Hotin) ale Basarabiei, precum și nordul Bucovinei și Ținutul Herța au fost alipite RSS Ucrainene. La 7 august 1940, a fost creată regiunea Cernăuți, prin alipirea părții de nord a Bucovinei cu Ținutul Herța și cu cea mai mare parte a județului Hotin din Basarabia .
În perioada 1941-1944, toate teritoriile anexate anterior de URSS au reintrat în componența României. Apoi, cele trei teritorii au fost reocupate de către URSS în anul 1944 și integrate în componența RSS Ucrainene, conform organizării teritoriale făcute de Stalin după anexarea din 1940, când Basarabia a fost ruptă în trei părți. 
Începând din anul 1991, satul Coșuleni face parte din raionul Noua Suliță al regiunii Cernăuți din cadrul Ucrainei independente. Conform recensământului din 1989, numărul locuitorilor care s-au declarat români plus moldoveni era de 1.085 (7+1.078), reprezentând 95,43% din populație . În prezent, satul are 1.141 locuitori, preponderent moldoveni (români).

## Demografie
Componența lingvistică a localității Coșuleni
     Română (93,6%)
     Ucraineană (3,86%)
     Rusă (2,54%)
Conform recensământului din 2001, majoritatea populației localității Coșuleni era vorbitoare de română (93,6%), existând în minoritate și vorbitori de ucraineană (3,86%) și rusă (2,54%).
1930: 1.061 (recensământ)
1989: 1.137 (recensământ)
2007: 1.141 (estimare)